# Licence d'entreprise ferroviaire
 (octobre 2018).
Si vous disposez d'ouvrages ou d'articles de référence ou si vous connaissez des sites web de qualité traitant du thème abordé ici, merci de compléter l'article en donnant les références utiles à sa vérifiabilité et en les liant à la section « Notes et références ».
Une licence d'entreprise ferroviaire est un document prévu par la  directive européenne 2012/34, par lequel un État membre de l’Union européenne reconnaît à une entreprise la qualité d’entreprise ferroviaire.

## Caractéristiques
Cette licence est valide dans l'ensemble des pays de l’Union européenne. Elle atteste que l'entreprise répond à un minimum d'exigences en matière de d'honorabilité, de capacité financière et de capacité professionnelle ainsi que de couverture de sa responsabilité civile.
La détention d'une licence d'entreprise ferroviaire ne suffit pas pour accéder à l'infrastructure ferroviaire. Pour cela, l'entreprise doit également obtenir un certificat de sécurité auprès de l'autorité de sécurité de chaque pays concerné par son activité et des sillons horaires auprès des gestionnaires d'infrastructure ferroviaire.